# Dehui
Dehui (chiń. 德惠; pinyin Déhuì) – miasto na prawach powiatu w północno-wschodnich Chinach, w prowincji Jilin, w zespole miejskim Changchun.
W spisie powszechnym z 1999 roku liczba mieszkańców miasta wynosiła 902 885.